# Sungurlare
Sungurlare (bulgarisch Сунгурларе) ist eine bulgarische Kleinstadt und Verwaltungszentrum einer gleichnamigen Gemeinde im Osten des Landes in der Oblast (Bezirk) Burgas. Die Region ist durch ihren Weinanbau und ihre Weinkellereien bekannt. Hier wird die bekannte Weinrebe „Sungurlaski Misket“ angebaut.

## Lage
Sungurlare liegt in der Oberthrakische Tiefebene, rund 80 km nordwestlich von Burgas entfernt. Rund 25 km entfernt befindet sich das Verwaltungszentrum der Nachbargemeinde Karnobat. In Sungurlare kreuzen sich fünf wichtige Straßen.

## Gemeinde
Zur Gemeinde Sungurlare (bulg. Община Сунгурларе) gehören neben der Stadt Sungurlare noch 29 Dörfer. Ihre Bevölkerung beträgt 14.243 (Stand 15. März 2009) Einwohner. Die Gemeinde grenzt im Norden an die Oblast Schumen, im Osten an die Gemeinde Ruen im Süden an der Gemeinde Karnobat und im Westen an die Oblaste Sliwen und Jambol.

## Sehenswürdigkeiten
In der Stadt existiert ein Museum über den Weinanbau und -produktion (bulgarisch Музея по “Лозарство и винарство”) in der Region.

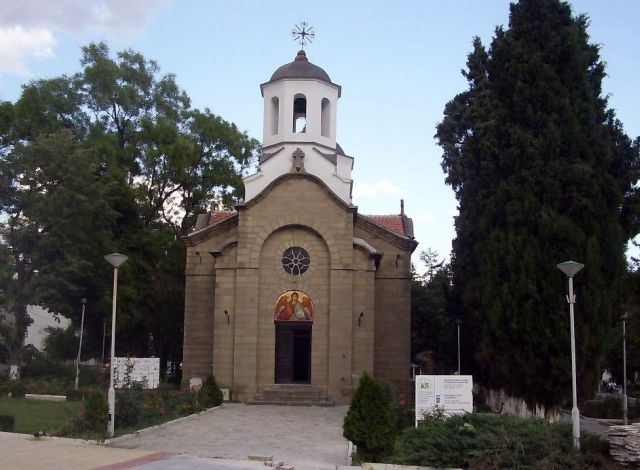
Orthodoxe Kirche in Sungurlare
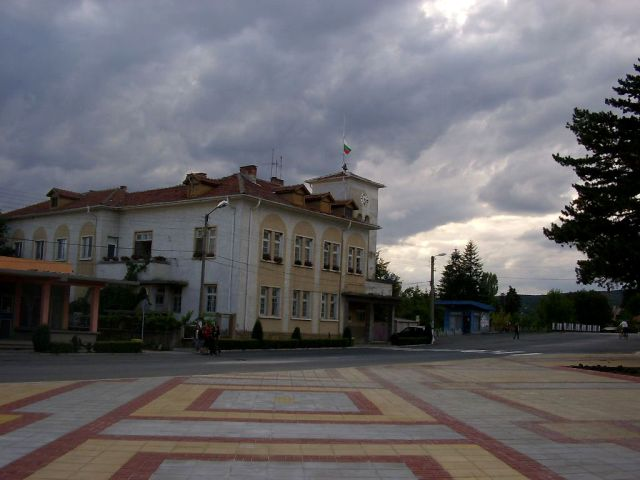
Stadtzentrum
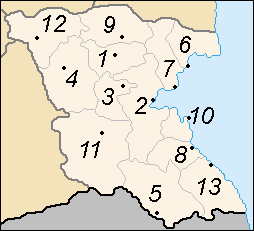
Lage der Gemeinde Sungurlare (Nr. 12) in der Oblast Burgas

## Söhne und Töchter der Stadt
- Toni Datschewa, eine Popfolk-Sängerin